# Campeonato de Fórmula Regional de las Américas
El Campeonato de Fórmula Regional de las Américas (oficialmente Formula Regional Americas Championship powered by Honda), antes conocida como Campeonato de F3 de las Américas, es una competición de automovilismo disputada desde 2018 en Estados Unidos. Está sancionada bajo el reglamento de Fórmula 3 de la FIA.
Cada una de las carreras de campeonato se lleva a cabo como apoyo de otros eventos en el país, y, en un futuro, en México y Canadá. Los nueve primeros puestos en la clasificación reciben puntos para la Superlicencia de la FIA, siendo 18 los puntos otorgados al campeón. Además, a partir de 2020, el campeón recibirá una beca por parte de Honda para disputar la Indy Lights el año siguiente.
Se utiliza el chasis Ligier JS F3 (hecho por Onroak), con un motor Honda de 270 CV y neumáticos Pirelli.

## Campeones
| Año                                            | Piloto                           | Equipo                           | Ref.                             |
| Campeonato de F3 de las Américas               | Campeonato de F3 de las Américas | Campeonato de F3 de las Américas | Campeonato de F3 de las Américas |
| ---------------------------------------------- | -------------------------------- | -------------------------------- | -------------------------------- |
| 2018                                           | Kyle Kirkwood                    | Abel Motorsports                 | [ 6 ] [ 7 ]                      |
| 2019                                           | Dakota Dickerson                 | Global Racing Group              | [ 8 ] [ 9 ]                      |
| Campeonato de Fórmula Regional de las Américas |                                  |                                  |                                  |
| 2020                                           | Linus Lundqvist                  | Global Racing Group              | [ 10 ] [ 11 ]                    |
| 2021                                           | Kyffin Simpson                   | TJ Speed Motorsports             | [ 12 ] [ 13 ]                    |
| 2022                                           | Raoul Hyman                      | TJ Speed Motorsports             | [ 14 ] [ 15 ]                    |
| 2023                                           | Callum Hedge                     | Crosslink Kiwi Motorsports       | [ 16 ]                           |